# Forêt ancienne de la Rivière-Schyan
La forêt ancienne de la Rivière-Schyan est un écosystème forestier exceptionnel du Québec (Canada) protégeant une pinède blanche à pin rouge non perturbée abritant des pins blancs et des pins rouges plus que centenaire. Elle est située à 4 km au nord de Réserve écologique du Ruisseau-de-l'Indien, en bordure de la rivière Schyan dans la MRC Pontiac en Outaouais. La rivière Schyan se jette dans la rivière des Outaouais.